# Der Zeremonienmeister
Der Zeremonienmeister ist der Verfasser des Zeremonien-Tagebuches über den Verlauf der Zweiten Belagerung von Wien durch die Osmanen. Er nennt in seinem uns überlieferten Bericht an keiner Stelle seinen Namen oder andere persönliche Daten.

## Leben und Werk
Der damalige Zeremonienmeister an der Hohen Pforte begleitete den Großwesir Kara Mustafa auf seinem Feldzug 1683 nach Wien und führte akribisch das Tagebuch. Das Amt eines Zeremonienmeisters des Sultans kann mit dem eines Protokoll-Chefs an abendländischen Höfen verglichen werden. Seine Person ist historisch nicht einwandfrei fassbar, doch wird mit hoher Wahrscheinlichkeit vermutet, dass es sich beim Schreiber um jenen Ahmed handelt, dessen Sohn Mehmed den Beinamen Teşrifatizade (dt. „Sohn des Zeremonienmeisters“) trug. Er hat auch etliche Beschreibungen von Zeremonien verschiedener Festlichkeiten am Hofe von Sultan Mustafa II. (1695–1703) verfasst.
„In unendlicher Befangenheit und Verlegenheit und Verwirrung las ich Geringer also nach der Liste laut die Namen derer vor, die in der Gegenwart des Großherrn mit Ehrenkleidern angetan wurden und dann vor ihm die Erde küßten.“
Die Urfassung des Zeremonientagebuches ist bisher nicht aufgefunden worden und muss als verschollen gelten. Nur zwei Abschriften unter dem Titel Vekayi-i Beç (dt. „Die Ereignisse um Wien“) haben den Wortlaut überliefert. Abgesehen von unterschiedlichen orthographischen und Abschreib-Fehlern stimmen sie in der Textwiedergabe überein. Da der Bericht in den Abschriften ohne Einleitung beginnt, stammt er offensichtlich aus einem umfangreicheren Werk.
Das Tagebuch ist eine unkritische Hofberichterstattung, anders als der Bericht des Silâhdar Fındıklılı Mehmed Ağa. Erst bei der Beschreibung der Hinrichtung Kara Mustafas in Belgrad verliert sich die Verherrlichung der Feldherrnkunst des Ser'askers (der Titel Kara Mustafas als Reichsfeldherr), aber respektvoll berichtet der Chronist über die tapfere Haltung des Verurteilten.
„Während heute der gesamte Troß zurückblieb, zog nach Sonnenaufgang der Roßschweif des Großwesirs voraus. Danach brach er selbst auf und zog zu dem neuen Lagerplatz. Dem Herkommen gemäß zu seiner Rechten und Linken die Sipâhi und Silihdars sowie die Beğlerbeği von Anatolien und Rumelien und vor ihm die zur Vorhut eingeteilten Paschas, so ritt er in wohlgeordnetem Zuge und langsamen Schrittes vor die Festung Wien. Auf freiem Felde gegenüber der Festung wurde ein Schattendach aufgeschlagen, wo er zwei Stunden der Ruhe pflog, bis ein geeigneter Platz für seine hohe Zeltburg ausfindig gemacht wurde.“
Ab der Herrschaft von Sultan Ahmed III. (1703–1730) war die Zeremonienkanzlei direkt an den Großwesir abgetreten. Bemerkenswert ist die Tatsache, dass der Zeremonienmeister des Sultans offenbar bereits 1683 nicht bei diesem verblieb, sondern mit dem Großwesir ins Feld zog.